# Arabische persoonsnamen

In de tughra van Mahmud II komen alle elementen behalve de koenja voor: Mahmoed Khan, zoon van Abdoel Hamid, de altijd Overwinnende.

Klassiek bestaan Arabische persoonsnamen uit vijf delen in deze volgorde: koenja – ism – nasab – laqab – nisba. Hierop bestaan nogal wat variaties (bv. bij christelijke Arabieren), en ook verkortingen zijn frequent. Historische personen kunnen zowel onder hun koenja, nasab of nisba bekendstaan.

## Opbouw

### Koenja (كنية)
De koenja is van oorsprong een teknoniem: de persoon wordt genoemd naar zijn oudste zoon. Het is een genitiefconstructie die voor mannen begint met Aboe ("vader van") en voor vrouwen met Oemm of Oemmoe ("moeder van"). Even goed kan een koenja van bij de geboorte worden toegekend, of vóór de persoon in kwestie kinderen krijgt. Hij moet de persoon dan typeren aan de hand van iets waarmee hij of zij een nauwe band heeft. Zo betekent Aboe Bakr "vader van het kameelveulen", naar zijn liefde voor dit dier. Met een koenja kan de persoon ook een aspiratie weergeven, zoals Aboe Nidal die zich "vader van de strijd" noemde.
In moderne tijden wordt dit naamdeel doorgaans niet aangegeven bij de burgerlijke staat. Het is nochtans zeer frequent in de dagelijkse omgang en wordt gebruikt als er sprake is van een familiaire maar respectvolle relatie. Ook politici en celebrities staan vaak onder hun koenja bekend (bv. de zangeres Oem Koelthoem, voor "moeder van de Boodschapper (van Allah)"). Ze kunnen er zelfs meerdere hebben.

### Ism (إسم)
De ism is de "eigenlijke" naam, die overeenkomt met een voornaam. Gewoonlijk hebben ismen een betekenis, het zijn courante adjectieven en naamwoorden.
Ook samengestelde ismen zijn mogelijk. ʿAbd en ʿAmah kunnen worden gevolgd door een van de 99 Schone Namen van God. Dit betekent dan dienaar of dienares van God. Deze aanduidingen kunnen ook als laqab voorkomen.
Volwassenen worden zelden met hun ism aangesproken, en zeker niet door iemand die jonger is.

### Nasab (نسب)
Het patroniem in Arabische namen is de nasab: ben voor "zoon van" (ook ibn of uld) en bint voor "dochter van" (ook bent of ibnat), gevolgd door de naam van de betrokken voorouder langs vaderskant. De naam van deze voorouder zal veelal beperkt zijn tot een ism en/of koenja. In dit laatste geval krijgt aboe de vorm abi.
Vooral in een tribale context was het van belang om de afstamming nauwkeurig te situeren. Nu heeft de nasab enigszins aan belang ingeboet. Vooral koningshuizen laten zich graag voorstaan op hun eerbiedwaardige stamboom. Zo was de officiële nasab van Hoessein ibn Ali, de sjarief van Mekka: Al-Hoessein ibn `Ali ibn Mohammad ibn `Abd al-Moe`in ibn `Awn ibn Moehsin ibn `Abd Allah ibn al-Hoessein ibn `Abd Allah ibn al-Hasan ibn Mohammad Abi Noemaj ibn Barakat ibn Mohammad ibn Barakat ibn al-Hasan ibn `Ajlan ibn Roemajthah ibn Mohammad Abi Numayy ibn Abi Sa`d al-Hasan ibn `Ali al-Akbar ibn Qatada ibn Idris ibn Moeta`in ibn `Abd al-Karim ibn `Isa ibn al-Hoessein ibn Soeleiman ibn `Ali ibn `Abd Allah al-Akbar ibn Mohammad ath-Tha'ir ibn Moesa ibn `Abd Allah ash-Sheik as-Salih ibn Moesa al-Jawn ibn `Abd Allah al-Mahd ibn al-Hasan al-Moethanna ibn Hasan ibn Ali ibn Abi Talib.

### Laqab (لقب)
De laqab is als een cognomen, een erenaam die vooral in vroegere tijden gangbaar was. Saladin was bekend bij zijn laqab, die "rechtschapenheid van het geloof" betekent (Salah ad-Din).
Andere voorbeelden:
- al-Mansoer (المنصور): de Overwinnaar
- al-Katib (الكاتب): de Schrijver
- Amat al-Rahman (امه الرحمن): dienares van de Meest Barmhartige

### Nisba (نسبة)
De herkomst van de persoon - ook als deze al generaties niet meer actueel is - wordt aangegeven door zijn nisba. Dit is meestal een inwonersnaam en/of stammennaam, maar het kan ook een beroep zijn of zelfs een beroemd persoon. De nisba kan "versteend" zijn tot een echte familienaam.
Bijvoorbeeld:
- al-Misri (المِصْريّ): de Egyptenaar
- al-Baghdadi (البغدادي): de Bagdadder
- ach-Chammarīy (الشمّري): de Chammariaan (een grote stam)

### Eretitels
Ook eretitels als sjeik en hadji kunnen als deel van de naam gebruikt worden.

## Modern gebruik
In hedendaagse Arabische landen is de opname van persoonsnamen in de bevolkingsregisters meestal gebaseerd op ism - nasab - nisba, waarbij de nasab wordt beperkt tot vader en/of grootvader, zonder vermelding van ibn, bint enz.

## Bron
- Dit artikel is gebaseerd op de Franse en Engelse wikipedia.

familienaam · voornaam · antroponymie